# Perigrapha uniformis
Perigrapha uniformis är en fjärilsart som beskrevs av Max Wilhelm Karl Draudt 1950. Perigrapha uniformis ingår i släktet Perigrapha och familjen nattflyn. Inga underarter finns listade i Catalogue of Life.